# Магог (сын Иафета)
Магог — персонаж, упомянутый в Библии. Сын Иафета.
В книге Праведного пишется, что он являлся отцом Еликанафа и Лабела.

## См.также
- Гог и Магог